# Виктория (гора)
Виктория (англ. Mount Victoria) — высшая точка хребта Оуэн-Стэнли на острове Новая Гвинея. Находится на территории Центральной провинции Папуа — Новая Гвинеи. Высота — 4038 м. Гора расположена примерно в 75 км к северо-северо-западу от города Порт-Морсби, столицы страны, откуда гору можно увидеть в ясную погоду.
Изначально гора была известна под названием Грейт (англ. Great Mountain; в переводе — «великая гора»). В 1880-х годах рядом британских колонистов предпринималось несколько попыток по восхождению на Викторию, однако все они заканчивались неудачей в связи с враждебностью местных папуасских племён.
Первое успешное восхождение на гору произошло в 1889 году. Совершил его британский управляющий островом Новая Гвинея, сэр Уильям Мак-Грегор. Он находился на своём посту всего в течение шести месяцев, когда был вынужден возглавить экспедицию по покорению Виктории. 17 мая 1889 года Мак-Грегор и группа, включавшая частного секретаря, полусамоанца и 38 папуасов и полинезийцев, подошли к горе с западной стороны, где протекала река Ванапа. Покорив две меньшие по высоте горы, Масгрейв и Кнатсфорд, Мак-Грегор 11 июня взошёл на гору Виктория. Тогда он официально переименовал её в современное название, назвав в честь британской королевы Виктории.